# Mariya Zasýpkina
Mariya Zasýpkina (Tula, Rusia, 9 de diciembre de 1985) es una gimnasta artística rusa, subcampeona mundial en el concurso por equipos en 2001.

## Carrera deportiva
En el Mundial de Gante 2001 gana la plata en equipos, tras Rumania (oro) y delante de Estados Unidos (bronce), siendo sus compañeras de equipo: Svetlana Khorkina, Natalia Ziganshina, Ludmila Ezhova y Elena Zamolodchikova.